# Matra MAX 20
Matra MAX 20 (MAX 20) је био професионални рачунар фирме Matra који је почео да се производи у Француској од 1984. године.
Користио је Intel 8088 као микропроцесор. RAM меморија рачунара је имала капацитет од 64 kb (до 1 Mb). 
Као оперативни систем кориштен је MS-DOS + CP/M 86.

## Детаљни подаци
Детаљнији подаци о рачунару MAX 20 су дати у табели испод.
|                       |                                                                            |
| [ 1 ]                 |                                                                            |
| Произвођач            |                                                                            |
| Тип                   | професионални рачунар                                                      |
| Меморија              | 64 (до 1 Mb)                                                               |
| Поријекло             | Француска                                                                  |
| Година                | 1984                                                                       |
| Тастатура             | пуни помак тастера, 92 тастера са нумеричком тастатуром и тастерима смјера |
| Процесор              |                                                                            |
| Фреквенција процесора | 4,77                                                                       |
| RAM                   | 64 (до 1 Mb)                                                               |
| ROM                   | 2                                                                          |
| Текст                 | 80 знакова x 24 линије                                                     |
| Графика               | непознато                                                                  |
| Боја                  | једна боја, зелена                                                         |
| Звук                  | уграђени звучник                                                           |
| Димензије             | 42 (ширина) x 51 (дубина) x 38 (висина)                                    |
| Портови               |                                                                            |
| Оперативни систем     |                                                                            |